# Krishna Sobti
Krishna Sobti, nota anche con lo pseudonimo di Hashmat (Village Jalalpur Sobtian, 18 febbraio 1925 – New Delhi, 25 gennaio 2019), è stata una scrittrice e saggista indiana in lingua hindi. Ha vinto il Sahitya Akademi Award nel 1980 per il suo romanzo Zindaginama e nel 1996 le è stato conferito il Sahitya Akademi Fellowship, il più alto riconoscimento dell'Akademi. Nel 2017 ha ricevuto il Jnanpith Award per il suo contributo alla letteratura indiana. Ha anche scritto sotto il nome maschile di Hashmat e ha pubblicato Hum Hashmat, una raccolta di ritratti a penna di scrittori e amici..
Sobti è meglio conosciuta per il suo romanzo del 1966 Mitro Marajani, un ritratto impenitente della sessualità di una donna sposata. Ha ricevuto anche il primo Katha Chudamani Award, nel 1999, alla carriera letteraria, oltre a vincere lo Shiromani Award nel 1981, l'Hindi Academy Award nel 1982, lo Shalaka Award dell'Hindi Academy Delhi; nel 2008 il suo il romanzo Samay Sargam è stato selezionato per Vyas Samman, istituito dalla KK Birla Foundation.
Considerata la grande dama della letteratura hindi, le sue pubblicazioni sono state tradotte in più lingue indiane e straniere come svedese, russo e inglese.

## Biografia
Sobti è nata nel febbraio 1925 nel villaggio di JalalPur Sobtian, presso Gujrat nella provincia del Punjab dell'India britannica (Gujrat, divenne parte del Pakistan dopo la spartizione). Ha studiato a Delhi e Shimla. Ha frequentato la scuola insieme ai suoi tre fratelli e la sua famiglia ha lavorato per il governo coloniale britannico. Inizialmente studiò al Fatehchand College di Lahore, ma tornò in India quando ebbe luogo la spartizione con il Pakistan. Quindi ha lavorato per due anni come istitutrice del Maharaja Tej Singh (nato nel 1943), il bambino-Maharaja di Sirohi nel Rajasthan, in India.
Ha scritto molto. Suoi romanzi sono Daar Se Bichchuri, Surajmukhi Andhere Ke, Yaaron Ke Yaar, Zindaginama. Alcuni dei suoi racconti più famosi sono Nafisa, Sikka Badal gaya, Badalom ke ghere. Una selezione delle sue opere principali è pubblicata in Sobti Eka Sohabata. 
Nel 2005, Dil-o-Danish, tradotto in The Heart Has Its Reasons in inglese da Reema Anand e Meenakshi Swami di Katha Books, ha vinto il Crossword Award nella categoria Indian Language Fiction Translation.
Nella sua vecchiaia, quando aveva superato i settant'anni, sposò lo scrittore Dogri Shivnath che, per una straordinaria coincidenza, nacque lo stesso giorno dello stesso anno di lei. La coppia si stabilì nel suo appartamento a Mayur Vihar vicino a Patparganj a East Delhi. Shivnath morì pochi anni dopo e Krishna continuò a risiedere da sola nello stesso appartamento.
È morta il 25 gennaio 2019, a Delhi, dopo una lunga malattia.

## Riconoscimenti
- Sahitya Akademi Award (1980)[9]
- Sahitya Akademi Fellowship (1996)
- Jnanpith Award (2017)